# Вагилевич Михайло Михайлович
Вагилевич Михайло (*31 серпня 1851, Болехів — †1912, м. Сокаль, тепер Львівська обл.) — український письменник, педагог, громадський діяч. Племінник діяча «Руської трійці» Івана Вагилевича.

## Біографія
Михайло Вагилевич народився 1851 року в містечку Болехів у священницькій родині Вагилевичів. Завдяки кипучій діяльності Івана Вагилевича родина Вагилевичів тяжіла до просвітництва та науки. Михайло пішов стопами стрийка (батькового брата) Івана Вагилевича.
Отримавши пристойну базову освіту в родині та містечку, Михайло Вагилевич подався у Львів, де закінчив університет (1880). Там він спізнався з Іваном Франком і Михайлом Павликом, Михайлом Драгомановим та іншими народовцями. Відтак, він брав участь у студентському товаристві «Академический кружок», опонуючи москвофільській течії в українській спільноті.
Здобувши університетську освіту, та спробувавши себе в літературі, М. Вагилевич захопився педагогікою (яка тоді тільки зароджувалася), тому він і прийнявся учителювати, доносячи свої ідеї-думки галицькій спільноті. Учителював він у Дрогобицькій і Перемиській гімназіях, учительській семінарії Тернополя і учительській семінарії Сокаля, директором якої він став 1904 року.
Помер Михайло Вагилевич у Сокалі, сліди могили на міському цвинтарі загубилися.

## Творчі набутки
Автор історичної повісті «Домна Розанда, господарівна волоська» (про події часів Богдана Хмельницького) і повісті з життя інтелігенції «Денис», опублікованої у студентському журналі «Друг» (1874 і 1876), праць «Первісні спорядження германців» (1884) і «Порівняння організаційних основ теперішніх гімназій австрійських з польськими» (1885—1886). У 1876 поставив на сцені свою переробку п'єси Івана Франка «Три князі на один престол».